# Hilda (TV-serie)
Hilda är en brittisk-kanadensisk animerad äventyrs- och komediserie från 2018 baserad på albumserien med samma namn skapad av Luke Pearson. Serien är skapad av Kurt Mueller, Luke Pearson och Stephanie Simpson. Den första säsongen släpptes på strömningstjänsten Netflix den 21 september 2018. Den tredje och sista säsongen släpptes den 7 december 2023.

## Handling
Serien kretsar kring den 11-åriga och modiga Hilda som lämnar sitt förtrollade hem i skogen för att bege sig till storstan. Där träffar hon nya vänner och magiska varelser.

## Röstskådespelare i urval
- Bella Ramsey - Hilda
- Ameerah Falzon-Ojo - Frida
- Oliver Nelson - David
- Daisy Haggard - Johanna
- Rasmus Hardiker - Alfur Aldric
- John Hopkins - Erik Ahlberg
- Lucy Montgomery - Gerda Gustav
- Kaisa Hammarlund - Kaisa